# Комбе, Кристиан
Кристиан Комбе (эст. Kristjan Kombe; род. 28 марта 2000, Курессааре) — эстонский хоккеист, крайний нападающий клуба ЙоКП.

## Карьера
Воспитанник финского клуба «ХПК». В его системе он находится с 2014 года. 28 декабря 2018 года дебютировал за основной состав команды в матче СМ-Лиги против «Спорта». В нем «ХПК» одержало победу со счетом 5:4. Комбе входит в состав молодежной сборной Эстонии по хоккею с шайбой. В 2021 году дебютировал за основную сборную Эстонии на «Кубке Балтии».
В начале мая талантливый хоккеист подписал однолетний контракт с выступающим в КХЛ «Йокеритом». Комбе был взят в команду на перспективу и сразу же после заключения соглашения его отдали в аренду в фарм-клуб «Киекко-Вантаа». 20 декабря 2021 года дебютировал в КХЛ в матче с ЦСКА. В нем эстонский нападающий смог забить дебютную шайбу в лиге первым же броском.